# Герб Великого княжества Литовского
Герб Вели́кого кня́жества Лито́вского — один из официальных государственных символов Великого княжества Литовского, Русского и Жемойтского, наряду с флагом и гимном. Официальное название, закреплённое в Статуте 1566 года — «Погоня» (зап.-рус. Погоня).

## Описание
В классической версии:
в червлёном поле серебряный всадник на серебряном коне, в правой руке всадника воздетый меч, в левой — щит с шестиконечным крестом. На некоторых изображениях с левой стороны у всадника ножны, из-под седла свисает трёхконечная попона.

## Происхождение
Использование вооружённого всадника в качестве эмблемы было широко распространено в Европе и встречается гораздо ранее появления герба ВКЛ. Печатями со светским вооружённым всадником (без нимба) пользовались князья лютичей и бодричей, князья опольские, Александр Невский, Дмитрий Донской и другие. Отмечается близость происхождения «Погони» и герба Великого княжества Московского, известного как «Ездец». При этом, по мнению геральдиста Сергея Рассадина, литовский и московский гербы формировались самостоятельно, хотя и взаимно влияли друг на друга.
Согласно Матею Стрыйковскому, герб «Погоня» имеет древнерусское происхождение:

Ордевил, князь литовский, во время нашествия татар и по убиении князей русских, вышел из лесов, и не только от древнего подданства русским князьям отрёкся и дани не давал, но и с войной, вооружась, пошёл на Русь. И придя, видя Новград, где жили князи русские, Пинск и другие опустошёнными и от разорения татарского оставленными, воссоздал города эти и стал писаться князем русским и литовским, и герб русский, ездока с саблею, до сих пор употребляют.
Первым князем из рода Гедиминовичей, на печатях которого присутствует конный воин, был князь полоцкий Наримунт. Предполагается, что на печати изображён князь Глеб — святой покровитель Наримунта.
Историк Магдолна Агоштон отмечала:

Означенная печать является первой из известных в ряду княжеских печатей литовско-русских князей Гедиминова рода. С конца XIV в. после принятия литовским князем Ягайло Ольгердовичем католичества и избрания его на польский королевский трон изображение всадника стало считаться гербом великого князя литовского, а позднее всех Гедиминовичей. В начале XVI в. литовский герб получил название «Погоня».

Ещё одна печать со схожим изображением встречается у псковского князя Александра Михайловича. Согласно новгородской летописи, он стал псковским князем «из литовскыя руки». Можно предположить, что великий князь Гедимин был его сюзереном и, посылая во Псков, поручил ему сделать новую печать с литовской эмблемой — рыцарь на коне с мечом.
К 1366 году относится документ с печатью Ольгерда, на которой изображён всадник с мечом.
- Печать Богуслава I, князя лютичей, 1170 год
- Печать Николая, соправителя бодричей, 1189 год
- Печать Казимира I Опольского, 1226 год
- Печать Александра Невского, женатого на полоцкой княжне. После 1236 года
- Печать Дмитрия Донского, XIV век
- Печать Александра Глебовича, князя Смоленского, до 1313 года
- Печать Наримунта Гедиминовича, князя Полоцкого, 1330 год
- Печать Александра Михайловича, князя Псковского, 1331 год
- Печать Лугвена Ольгердовича, князя Мстиславского, 1395 год

## Оформление герба
С конца XIV века всадник изображается на фоне геральдического щита — на печатях Ягайлы (1386, 1387) и Витовта (1401). Таким образом герб Великого княжества Литовского возник в результате геральдизации изображения вооружённого всадника с портретных печатей великих князей литовских Ягайло и Витовта.
Изначально гербовое изображение обозначало суверенитет великого князя и имело некоторые различия в элементах: у всадника мог отсутствовать щит, в щите могли быть помещены «колюмны», а мог быть Патриарший шестиконечный крест, в руках всадника могло быть копьё.
Интересна тронная печать Витовта 1407 года с легендой: «Печать. Александр, иначе Витовд — Великий князь Литвании, Руссии и иных». На ней кроме Погони присутствуют герб Трокского княжества, возвращённого в 1392 году Витовту, герб земли Великого Новгорода, на которые Витовт претендовал и где в 1389—92, 1407—08 и 1414—12 годах был наместником его брат — князь Лугвений, и герб Смоленского княжества, которое в 1395 году было подчинено Витовтом.
Вариант с шестиконечным крестом на щите изображён на надгробии Ягайлы.
Белорусско-литовские летописи первой половины XVI века удревняют «Погоню», приписывая её создание легендарному великому князю Наримунту Романовичу, якобы княжившему в середине XIII века: «Наримонт, яко старший будучи в Великом князстве Литовском пановал … Той Наримунт мел герб, або клейнот, рицерства своего таковый, и тым печатовался, Великому князству Литовскому заставил его, а то такий: в гербе муж збройный, на коню белом, в полю червоном, меч голый, як бы кого гонючы держал над головою, и есть оттоля названы погоня».
- Печать Ягайлы на договоре 1382 года Легенда на латыни «Ягайло, Божьей милостью король в(?) Леттов(ии)»
- Печать великого князя литовского Витовта, 1386 год
- Печать польского короля Владислава Ягайло, 1389
- Большая княжеская печать Витовта, 1407 год
- Герб с надгробья Ягайло, 1434

## Изображения всадника
На первых изображениях Погони у всадника в руках не было щита.
Впервые использует щит всадника для размещения личного герба (вздыбленный лев) полоцкий князь Скиргайло Ольгердович, который вместе с Ягайло скрепил печатью литовско-тевтонский договор 1382 года. Однако, получив в 1386 году Великое княжество из рук Ягайлы, на великокняжеской печати на щите всадника разместил двойной крест — личный герб Ягайлы.
В первой половине XV века сложились два варианта герба княжества: У Ягайлы — всадник с мечём и «Бойчей», у Витовта и Сигизмунда Кейстутовича — такой же всадник, но с «Колоннами». Угасание рода Кейстутовичей предопределило победу герба ВКЛ с «Бойчей» — в 1440 году Казимир Ягайлович восходит на престол Литвы и окончательно вводит Погоню с двойным крестом как герб ВКЛ.

### «Бойча»
Герб с шестиконечным крестом сформировался после заключения Кревской унии в 1385 году и католического крещения Владислава II Ягайлы в 1386 году как личный герб Польского короля и Великого князя Литовского, а затем стал гербом и династии Ягеллонов.
Наиболее вероятно, что герб был усвоен Ягайлой от его жены Ядвиги. Ядвига была дочерью короля Венгрии Людовика Анжуйского, а шестиконечный крест был одним из геральдических символов Венгерского королевства.
Обычно на гербе Ягайлы у креста поперечины расположены в верхней части, и верхняя поперечина короче нижней. Однако крест может изображаться и с двумя равными по длине поперечинами; при этом они могут располагаться не только в верхней части фигуры. Византийский патриарший крест считался символом победы над язычеством и в то время в Польском королевстве символизировал победу христианства в политике. Первоначально в гербе изображался золотой крест на лазуревом щите. В конце XVI века появляется другой цветовой вариант герба — в червлёном (красном) поле золотой крест. К середине XIX века красный цвет щита становится доминирующим.
Своё название «Бойча» герб получил в середине XV века.
- Герб короля Венгрии с крестом, 1380.
- Монета Ягайлы 1386–1392 годов. Великокняжеская чеканка, Вильна.
- Бойча Ягайлы из гербовника 1442 года
- Бойча на гербе Казимира IV. После 1447
- Герб «Бойча» из гербовника 1555 года
- С герба на воротах Вильны «Острая брама», Кон. XVI — нач. XVII вв.

### Колюмны
Согласно легенде, создание которой относят к XVI веку, герб был привезён с собой Палемоном из Рима, а после им пользовались его потомки — Палемоновичи. Также высказывается предположение, что знак Колюмны напрямую восходит трезубцу — символу Рюриковичей. Во время раскопок в Гродно, был найден кирпич эпохи Витовта с одним из наиболее ранних изображений Колюмн. Данные вариант изображения имеет специфический «хвостик», что, по мнению некоторых специалистов, ещё больше сближает Колюмны со знаками Рюриковичей.
Первые изображения «Колюмн» встречаются на монетах после 1386 года, на печатях — у Витовта в 1418 году (привешена на документе 1423 года).
Согласно Яну Длугошу, в Грюнвальдской битве 1410 года из 40 литовских хоругвей 10 были с изображением «Колюмн» (при этом сам Длугош их так не называет, а приводит схематическое изображение). Считается, что эти 10 хоругвей были великокняжескими, то есть непосредственно подчинёнными Витовту. По его же словам, этим знаком великий князь литовский Витовт клеймил своих коней.
- Монета Витовта 1392–1410 гг. Великокняжеская чеканка, Вильна.
- Колюмны Витовта из гербовника 1442 г.
- Герб «Колюмны» из гербовника 1555 г.
- «Печать Полотцкая» на большой печати Ивана IV Грозного. XVI век

### Другие изображения на щите
Щиту всадника не всегда придавали большое значение. Вероятно этим вызвано порой значительные отклонения в изображениях на щите всадника, который иногда был повёрнут боком, когда рисунка на нём не видно, а иногда щит и вовсе отсутствовал.
- Герб Витовта с копьём и без щита. С миниатюры 1443 года
- Герб Витовта. Из Гербовника Грюненберга, 1480
- Герб Витовта. Из Гербовника Грюненберга, 1483
- Простой крест. Из Статута Лаского, 1506
- Без щита. Из немецкого гербовника, 1530
- Без щита. Из немецкого гербовника, 1530
- Простой крест. Из Прусской хроники, XVI век
- Щит без рисунка, а на фоне всадника «столпы». Из гербовника XVI века
- C гербом Стефана Батория, 1575—1586
- Герб времён Сигизмунда III, 1587—1632

### Оружие
Изображение всадника в первые годы правления Ягайлы и княжения Витовта менялось — сначала с копьём, потом с мечом. В Латинской империи на протяжении XIII века на печатях у всадников копьё заменяется мечом. Возможно эта тенденция также повлияла и на аналогичную замену в Великом княжестве Литовском.
- Герб с печати Ягайло, 1386
- Герб с печати Вел. кн. Литовского Витовта. 1404 год.
- Герб «Виленский» из гербовника 1442 года
- Герб «княжества Литовского и русского» из гербовника 1442 года

### Змееборческий сюжет
Некоторое время под ногами коня изображался дракон (эмей). Он присутствует на большой тронной королевской печати Ягайлы 1388 года. Это изображение весьма символично, так как в драконе можно увидеть метафорическое изображение язычества литовцев, которое побеждает новый христианский правитель. В левой руке всадника щит с шестиконечным крестом, который считается символом победы над язычеством. Владислав Варненчик, по-видимому, унаследовал от отца изображение дракона под конём. Герб правителя, в виде конного рыцаря, был не только атрибутом власти, но являлся и сакральным символом, одним из вариантов изображения Святого Георгия. Драконоборческий сюжет встречается также на печати внука Гедимина — подольского князя Александра Кориатовича, внука Ольгердова.
- Печать Александра Кориатовича, князя Волынского. 1375
- «Драконоборец», С большой печати Ягайлы. 1388
- «Драконоборец» с большой печати Владислава Варненчика. 1438

### Направление движения
После того, как Ягайло стал польским королём в 1386 году, на его печатях всадник, в соответствии с европейской геральдической традицией, меняет направление и скачет уже влево от зрителя. На печати Витовта середины 1380-х годов рыцарь с мечом скачет вправо от зрителя. На печатях конца 1390-х годов и начала первого десятилетия XV века всадник с мечом движется влево от зрителя. Примерно с середины 1410-х годов и вплоть до смерти Витовта, рыцарь с мечом и щитом на его печатях вновь движется вправо. Изменение направления в гербах Витовта, вероятно было связано с копированием некоторых гербов у Ягайлы.

## Название «Погоня»
Вариант с «колюмнами», бывшими личным гербом князя Витовта, встречается в гербовниках первой половины XV века «Гербовнике Линцених». В нём герб подписан, вероятно на западнофризском, Hertogne van lettouwen onde van rusen — «Княжество Литовское и Русское» и Hertogne lettouwen — «Княжество Литовское», что говорит о том, что в то время название «Погоня» ещё не было закреплено за гербом. Нет этого названия и у Длугоша, описавшего хоругви Великого княжества Литовского битвы под Грюнвальдом, большинство из которых имели «воина в доспехах, сидящего на белом, иногда чёрном, либо гнедом, либо пегом коне и потрясающего мечом в простертой руке, на красном поле». Устоявшееся название герба ВКЛ присутствует в Разделе 4 Артикула 10 Статута ВКЛ 1566 года: «Тежъ мы Господаръ даемъ подъ гербомъ того панства нашего Великого Князства Литовского, Погонею, печать до кождого повету».
Согласно геральдисту Алексею Шаланде, название «Погоня» закрепилось за гербом лишь в конце XV — первой половине XVI веков в результате переосмысления изображения вооружённого всадника. Так, в 1562 году великий князь Сигизмунд Август приказал чеканить монеты-трояки с «гербом Погоней» на одной стороне. В привилее Ягайлы 1387 года описывается повинность, которая заключалась в обязанности конно преследовать врага не только рыцарями, но и всем населением, способным носить оружие. В латиноязычном документе сказано, что по-народному преследование врага называется pogonia. В этих условиях изображение вооружённого всадника стало символом защиты отчизны от врагов.
Название герба «Погоня» официально закреплено в Статуте ВКЛ 1566 года: 

Теж мы Господарь даем под гербом того паньства нашего Великого князства Литовского Погонею печать до каждого повета.
Согласно историку Вячеславу Носевичу, название «Погоня» относительно данного герба в литературе впервые зафиксировано в гербовнике Бартоша Папроцкого, изданном в 1584 году. Он также ставит под сомнение гипотезу о происхождении названия герба от воинского обычая, указывая на хронологическую разницу между упоминанием повинности и закреплением названия герба в 200 лет.
Литовское название герба, «Витис» (лит. Vytís), было предложено в конце XIX века Микалоюсом Акелайтисом. До этого с XVIII века в литовском языке использовалось название Waykimas (Vaikymas), являющееся дословным переводом с польского слова «погоня». Славянское название герба «Погоня» в конце XIX века среди литовцев вызывало неприятие, и вместо него было подобрано новое название — Vytis, которое стало утверждаться с 1880-х годов. В то время слово «витис» в литовском языке имело два значения, первое — погоня, хлыст (слово третьей группы склонения); второе — конный воин, рыцарь (слово первой группы склонения). В 1920-е годы слово было нормировано как слово первой группы склонения с буквальным значением «рыцарь». По мнению геральдиста Виргиниюса Мисюнаса подобное изменение терминологии было вызвано царившими тогда в литовском обществе антипольскими настроениями.
- Герб в латинском переводе первого статута. 1531
- Литовская печать великого князя Сигизмунда Августа, 1539 год
- Герб Речи Посполитой
- Герб Великого княжества Литовского, гербовник Stemmata Polonica[пол.], середина XVI века
- Гобелен из Собрания произведений искусства[англ.] Королевского замка в Вавеле[англ.]* (Краков)
- Герб Великого княжества Литовского, гербовник Эразма Камина, 1575 год
- Герб из Статута ВКЛ 1588 года
- Герб из Виленского издания Статута ВКЛ. 1614
- Герб ВКЛ из Царского титулярника. 1672 г.
- Флаг княжества в 1764—1792 годах
- Герб ВКЛ с настенное плиточного панно «Шествие князей» в Дрездене. Создано в 1904—1907 гг.

## Большой герб ВКЛ
При Сигизмунде III Вазе в результате внутренних и внешних изменений возникла новая форма литовского герба и большой литовской печати. К внутренним условиям относится образец в виде большой печати Короны Польской и административные реформы 1566 года, приблизившие Литву к системе, действовавшей в Короне. С другой стороны, дипломатическим вызовом для княжества могла стать большая печать Ивана IV Грозного с изображениями гербов 25 земель и княжеств, «собранных» московским царём. За переговоры с Москвой отвечала литовская канцелярия, и письма, отправляемые в Москву, скреплялись большой литовской печатью. Предполагается, что создателем гербов для этой печати был Лев Сапега — канцлер великий литовский (1589—1623).
В большой печати Владислава IV 1635 года в оконечности щита появляется изображение войска. В большой печати Михаила Вишневецкого 1669 года на гербе в оконечности щита появляется изображение вильнюсского верхнего замка.
В большом гербе Михаила Корибут Вишневецкого к имеющимся земельным гербам добавлен старый герб Киевского воеводства в виде идущего медведя (в отличие от вздыбленного медведя Жемайтского староства).
- Большие печати ВКЛ
- Печать Сигизмунда III. 1623
- Печать Владислава IV с изображением войска. Между 1635 и 1648
- Печать Михаила Корибут Вишневецкого с изображением замка. 1669
- Государственный герб на печати Станислава Августа. 1764

- Большой герб из Статута ВКЛ
- Герб из Виленского издания Статута ВКЛ. 1614
- Схема расположения гербов
- 1. Погоня — герб Великого князя Литовского
- 2. Колюмны — герб Гедиминовичей и Виленского воеводства
- 3. Герб Жемайтского староства
- 4. Герб Подляшского воеводства
- 5. Герб Новогрудского воеводства
- 6. Герб Витебского воеводства
- 7. Герб Полоцкого воеводства
- 8. Герб Смоленского воеводства
- 9. Герб Трокского воеводства
- 10. Герб Волынского воеводства
- 11. Герб Польского короля (династия Вазов)

## На флагах ВКЛ
Описание знамён литовских полков приводит польский историк XV века Ян Длугош в своей Хроника великих королей Польши сообщая о Грюнвальдской битве в 1410 году: красные флаги с всадником на белом (великокняжеский), чёрном, гнедом, сером в яблоках коне — 30 полков, красные флаги с золотыми столпами — 10 трокских полков (то есть личные полки Витовта).
В 1422 году Витовт послал в Чехию 5-тысячное войско, и назначил своим наместником в Чехии Сигизмунда Корибутовича — племянника Ягайлы. Сохранился рисунок 1443 года, на котором Сигизмунд несёт знамя с гербом княжества, верхний край знамени имеет узкий хвост. Сложно сказать, является ли это изображением реального знамени или же это всего лишь видение художника, который, конечно же, знаком был с геральдикой княжества. Но пока нет более достоверных источников, изображенный здесь можно считать отправной точкой для описания того, как могли выглядеть знамена в XV веке.
В 1578 году Александр Гваньини впервые описа́л государственный флаг. Флаг Великого княжества Литовского был сделан из красного шелка и имел четыре хвоста. На его главной стороне, справа от древка флага, под княжеской короной изображён рыцарь на белом коне; на другой стороне образ Богородицы. Пресвятая Богородица считалась покровительницей княжества; даже самые видные государственные деятели предпочитали её изображение на своих флагах. Позже упоминается только рыцарь, вышитый по обеим сторонам Государственного флага.
Сохранился «коронационное» знамя 1734 года. На коронации Августа III 17 января 1734 года в соборе св. Станислава в Кракове короля сопровождали два «главных флага» Литовского княжества и Польского королевства. Флаг Великого княжества Литовского представлял из себя прямоугольное полотнище из четырёх полос сине-чёрного шелка. В центре изображён герб из цветного шёлка с вышивкой золотыми и серебряными нитями. Флагшток с железным позолоченным наконечником. Размеры: 220x188 сантиметров.
Красный флаг с белым всадником просуществовал до конца XVIII века, а последним правителем, использовавшим его, был король Польши и великий князь Литовский Станислав Август Понятовский (1764—1795). Его флаг был малиновым, с двумя хвостами и с изображением всадника на главной стороне и вензелем правителя — SAR (лат. Stanislaus Augustus Rex) с другой стороны. Такой же вензель помещался на навершии древка.
- Флаг Сигизмунда Корибутовича. С рисунка 1443 года
- Знамя великого князя Августа Сильного. 1702 год
- Знамя с коронации Августа III. 1734 год
- Флаг ВКЛ времён Станислава Понятовского (1764—1795)

## На хоругвях воеводств и поветов
Статутом Великого княжества Литовского 1566 года было установлено, что все воеводства на хоругвях имеют великокняжеский герб «Погоню». При этом, в Статуте говорится о погоне не как о земельном, а как о государственном гербе ВКЛ и может свидетельствовать о процессе унификации хоругвий воеводств и уездов ВКЛ накануне унии с Польским Королевством. Точного однозначного описания этих знамённых гербов не существует. В зависимости от времени и автора, изображение могло отличаться как по форме конской попоны, так и по вооружению всадника. Также существуют различные цветовые решения цветов щита, доспехов, коня и креста на щитке всадника. Аналогичная ситуация была и с печатями поветов. Раздел 4 (статья 10) Статута предписывал использовать на земских печатях поветов ВКЛ «Погоню»: «даём под гербом того панства нашего Великого Княжества Литовского, погонею, печать до кождого повета».
Разные версии «Погони» использовались на хоругвях воеводств Великого княжества Литовского — Виленского, Полоцкого, Новогрудского (двойной герб), Витебского, Минского, Берестейского, Подляшского, Мстиславского, Трокского.
- Гербы с «Погоней» для хоругвий воеводств после 1566 года. Рисунки 1720 года
- Мстиславское
- Берестейское
- Витебское
- Минское
- Полоцкое
- Подляшское
- Трокское

## В составе Речи Посполитой
В 1385 в Кревском замке был заключён договор между Великим княжеством Литовским и Польшей, по которому литовский Великий князь Ягайло, вступивший в брак с польской королевой Ядвигой, провозглашался польским королём. Это послужило поводом для создания объединённого герба, включающего земли обеих государств под управлением единого монарха.
По Люблинскому договору 1569 года Великое княжество Литовское входило в состав Речи Посполитой наряду с Короной Польской и другими землями. Поэтому с минимальными стилистическими изменениями «Погоня» была элементом герба Речи Посполитой до её ликвидации в 1795 году.

### После Кревской унии
- Объединённый герб при Ягеллонах. После 1385
- герб Сигизмунда II Августа. Середина XVI века

### После Люблинской унии
- Герб короля польского Сигизмунда II Августа, XVI век
- Около 1555
- Герб Сигизмунда II Августа c 1571
- Герб времён Стефана Батория  (1575—1586)
- Герб Речи Посполитой в Саксонский период с 1697 по 1763 год
- Герб Станислава Августа Понятовского (1764—1795)

## В Российской империи
В 1795 году Великое княжество Литовское в полном объёме вошло в состав Российской империи. В 1800 году на проекте Большого герба среди прочих земель размещён «Герб Литовский» — на синем щите белый всадник, с поднятым мечом, на белом коне. На плече у всадника красный щит с золотым крестом.
В 1856 году было утверждено официальное описание, а в следующем году изображение герба ВКЛ. Гербовый щит приобрёл привычный красный цвет.
При создании в 1882 году большого герба империи на щите всадника шестиконечный патриарший крест был заменён на восьмиконечный русский крест.